# Maylandia estherae

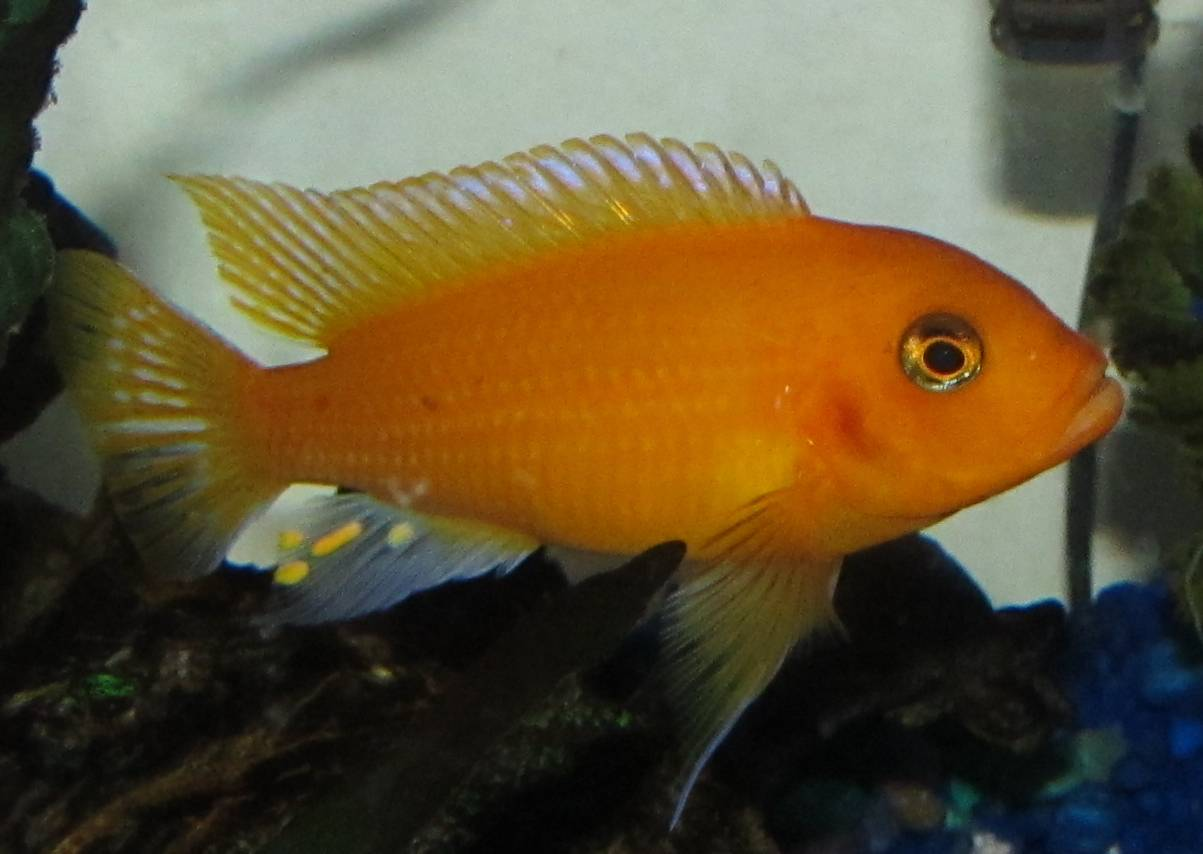
Mascle

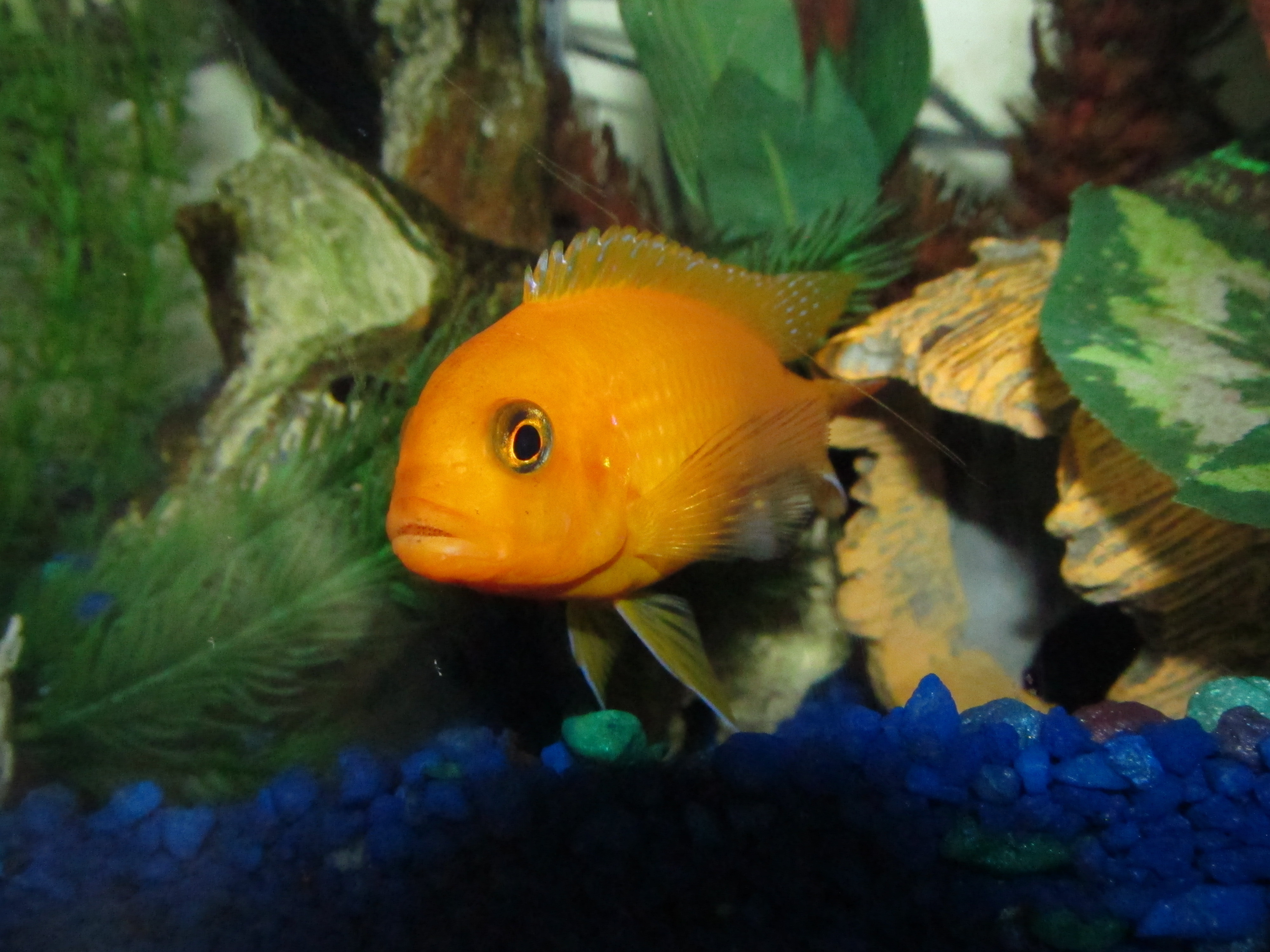
Mascle

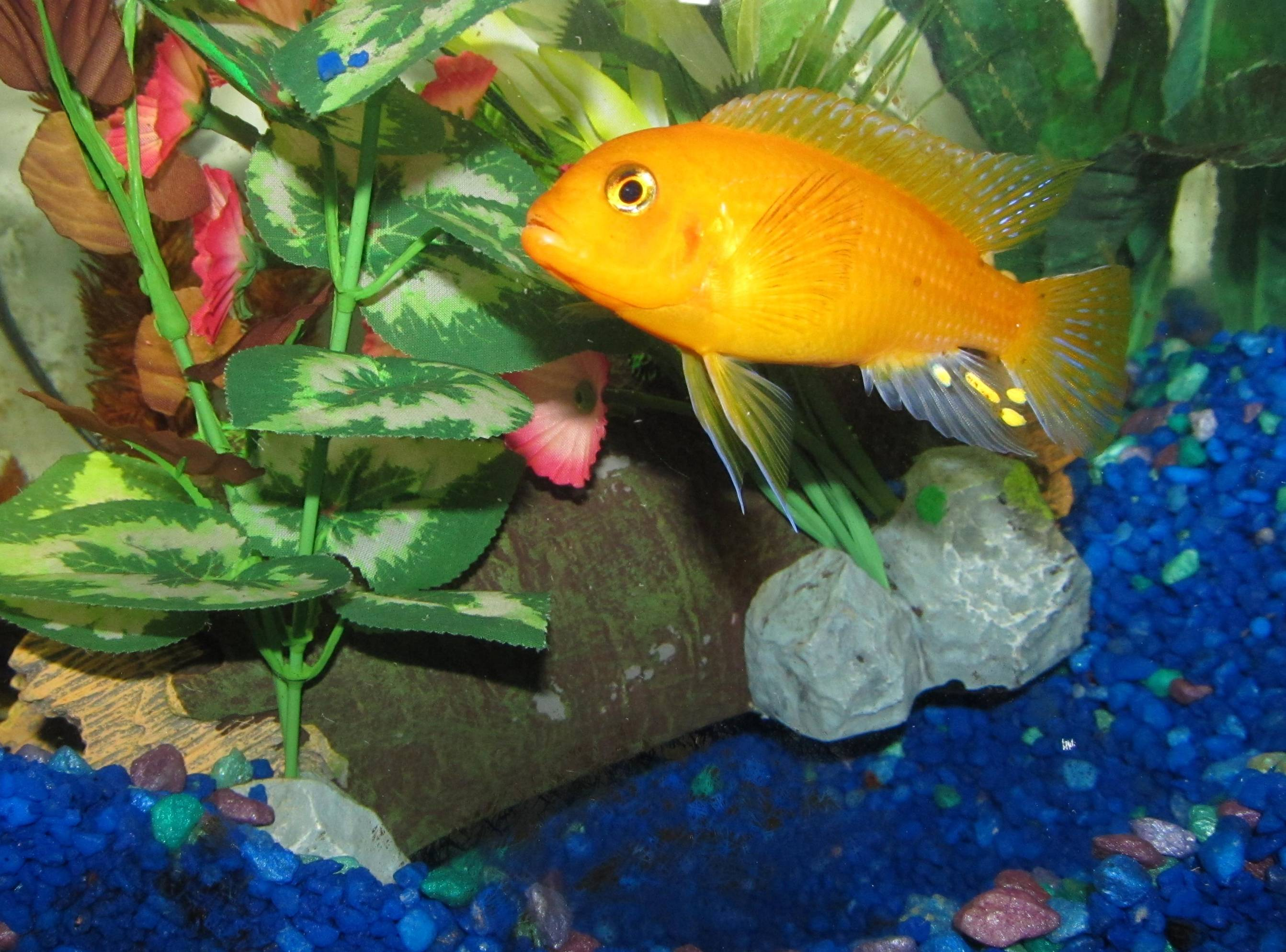
Mascle

Maylandia estherae és una espècie de peix de la família dels cíclids i de l'ordre dels perciformes.

## Etimologia
Maylandia fa referència a l'ictiòleg alemany Hans J. Mayland i estherae a la malawiana Esther Grant, la influència de la qual fou cabdal per a la reobertura de les aigües de Moçambic per a la recollida de peixos ornamentals.

## Descripció
El mascle (de color blau clar) fa 7,9 cm de llargària màxima i la femella (de marró-beix o taronja-vermell) 6,3. 16-17 espines i 9-10 radis tous a l'aleta dorsal i 3 espines i 8 radis tous a l'anal. No presenta franges verticals amples al cos. N'hi ha diferents varietats: el zebra clar (de cos allargat, de color blau, amb 7-8 línies transversals negres i alguns tocs de groc o taronja a les aletes dorsal i anal), la "O" (amb una coloració que va des d'un blanc ataronjat fins a un taronja cridaner i sense ratlles transversals), la "OB" (els mateixos colors que l'anterior però amb taques negres i sense línies transversals), etc.

## Reproducció
És un incubador bucal maternal: la femella pon els ous en un cau excavat pel mascle a la sorra, es fica els ous a la boca, es dirigeix al mascle escollit i, mitjançant mossegades a la seua aleta anal, farà que els mascle els fecundi. Durant el període d'incubació (3 setmanes), la femella no s'alimenta. Un cop han nascut els alevins, romandran a la boca de la mare durant, aproximadament, una setmana per a després sortir a l'exterior i començar a valdre's per si mateixos.

## Alimentació
En estat salvatge, menja algues adherides a les roques. En captivitat, la seua alimentació pot consistir en fulles i algues de l'aquari, però és recomanable donar-li farinetes per a peixos herbívors (enciam, bledes, espinacs, cogombre, etc.). Una hortalissa que fa avivar als seus colors a ultrança és la pastanaga.

## Hàbitat i distribució geogràfica
És un peix d'aigua dolça, demersal (fins als 10 m de fondària) i de clima tropical, el qual viu a l'Àfrica oriental: les àrees rocalloses lliures de sediments de Moçambic i de Malawi.

## Vida en captivitat
És un peix molt territorial i molt agressiu (les lluites entre mascles són molt violentes), per la qual cosa és aconsellable disposar d'aquaris de més de 300 litres si hom vol tindre'n més d'un mascle. Les femelles també lluiten entre elles, però són menys violentes. Respecten a totes les altres espècies de peixos de l'aquari mentre no entrin al seu territori.

## Estat de conservació
Les seues principals amenaces són la sedimentació, la pesca de subsistència i les captures amb destinació al comerç de peixos ornamentals.

## Observacions
És inofensiu per als humans i els mascles defensen territoris de, si fa no fa, 1 m de diàmetre.